# Archer MacLean's 3D Pool
 (décembre 2018).
Si vous disposez d'ouvrages ou d'articles de référence ou si vous connaissez des sites web de qualité traitant du thème abordé ici, merci de compléter l'article en donnant les références utiles à sa vérifiabilité et en les liant à la section « Notes et références ».
Archer MacLean's 3D Pool est un jeu vidéo de billard sorti en 2003 sur PlayStation et Game Boy Advance. Le jeu a été développé et édité par Ignition Entertainment.